# Gilling
Gilling segundo a mitologia nórdica era um gigante, pai de Suttung. Gilling foi, juntamente com a sua esposa, assassinado pelos irmãos anões Fjalar e Galar. Por vingança, Suttung prendeu os anões dentro de uma rocha, para se afogarem. No entanto, propôs como condição para que se salvassem a entrega o hidromel da poesia.